# Melanoselinum insulare
Melanoselinum insulare är en flockblommig växtart som först beskrevs av Filippo Parlatore och Philip Barker Webb, och fick sitt nu gällande namn av Auguste Jean Baptiste Chevalier. Melanoselinum insulare ingår i släktet Melanoselinum och familjen flockblommiga växter. Inga underarter finns listade i Catalogue of Life.